# Jacopo Pilarino
Jacopo Pilarino, in latino: Iacobus Pilarinus (Līxouri, 9 gennaio 1659 – Padova, 18 giugno 1718), è stato un medico e diplomatico greco, al servizio della Repubblica di Venezia, noto per aver per primo studiato e divulgato la pratica della variolizzazione, l'immunizzazione dal vaiolo per mezzo dell'inoculazione di materiale infetto prelevato da malati con la forma mite della malattia.

## Biografia

### Vita
Nato nell'isola di Cefalonia, all'epoca appartenente alla Repubblica di Venezia, fece i primi studi a Venezia e si laureò in giurisprudenza a Padova. Si dedicò poi allo studio della medicina a Venezia e praticò l'arte medica in vari paesi dell'Europa e dell'Asia. Fu medico di Ismaele Agà a Candia (1680-4), e dopo una breve permanenza a Costantinopoli, in Valacchia come protomedico del principe Cantacuzeno. Passò nel 1688 al servizio di Francesco Morosini rimanendovi fino alla morte di quest'ultimo (1694). In seguito risiedette dapprima in Germania e in Russia, dove fu medico di Pietro il Grande; lasciata la Russia per insofferenza al clima rigido, fu in Serbia e infine nell'impero ottomano a Smirne. Nella città greca si interessò alla variolizzazione. Rimase in seguito a Smirne e Costantinopoli come console veneziano per la Sublime porta. Ritornò definitivamente in patria nel 1715, ammalato di insufficienza cardiaca, e si stabilì a Padova per motivi di salute. Pubblicò i suoi scritti negli ultimi anni di vita trascorsi in Italia.

### La variolizzazione
Nel XVII e XVIII secolo il vaiolo era la malattia infettiva più diffusa e più grave in Europa, Asia e Americhe, responsabile del 10-20% delle morti in Europa. Tuttavia numerose popolazioni, soprattutto in Asia, ricorrevano a metodi diversi per contrarre il vaiolo in forma non grave e ottenere un'immunità permanente nei confronti delle forme gravi della malattia. In particolare Pilarino poté osservare la prevenzione attuata a Smirne dove esistevano delle persone, di solito donne, addette professionalmente a immunizzare la popolazione estraendo del pus dalle pustole di un malato con la forma lieve del vaiolo e inoculandolo sul braccio o sulla gamba della persona da immunizzare attraverso un'abrasione o in una incisione. Pilarino utilizzò la variolizzazione nella sua pratica medica e la divulgò nei suoi volumi e in altri scritti fra cui una comunicazione alla Royal Society di Londra nel 1715 dopo quella effettuata dal suo allievo Emanuele Timoni.

## Scritti
- Nova, et tuta variolas excitandi per transplantationem methodus; nuper inventa et in usum tracta: qua rite peracta, immunia in posterum preservantur ab hujusmodi contagio corpora, Venetiis: apud Jo. Gabrielem Hertz, 1715
- La medicina difesa, overo riflessi di disinganno sopra i nuovi sentimenti contenuti nel libro intitolato Il mondo ingannato da' falsi medici, di Giacomo Pilarino. In Venezia: appresso Gio. Gabriello Hertz, 1717